# Авіаносці типу «Йорктаун»
Авіаносці типу «Йорктаун» (англ. Yorktown class) — серія ударних авіаносців США 1930-х років.

## Представники
| Назва                 | Номер | Закладений           | Спущений на воду    | Вступив у стрій      | Доля                                                                                |
| --------------------- | ----- | -------------------- | ------------------- | -------------------- | ----------------------------------------------------------------------------------- |
| Йорктаун Yorktown     | CV-5  | 21 травня 1934 року  | 4 квітня 1936 року  | 30 вересня 1937 року | Потоплений 7 червня 1942 року в битві при Мідвеї.                                   |
| Ентерпрайз Enterprise | CV-6  | 16 липня 1934 року   | 3 жовтня 1936 року  | 12 травня 1938 року  | Виключений із списків 17 лютого 1947 року, відправлений на злам до травня 1960 року |
| Горнет Hornet         | CV-8  | 25 вересня 1939 року | 14 грудня 1940 року | 20 жовтня 1941 року  | Потоплений 24 жовтня 1942 року в битві біля островів Санта-Крус.                    |

## Історія створення
Авіаносці типу «Йорктаун» стали першими справді сучасними американськими авіаносцями, розробленими з урахуванням досвіду експлуатації наявних авіанесучих кораблів. До моменту вступу у стрій вони вважались найкращими у світі.
Після закладки «Рейнджера» на частку американських авіаносців, згідно з Вашингтонським морським договором, залишалось 55000 тонн сумарної водотоннажності. Вкластись у цю цифру можна було, побудувавши 3 кораблі по 18000 тонн або 2 по 27000 тонн. Командування флоту хотіло отримати 3 авіаносці, але, як показала практика, обмеження розмірів кораблів даного класу різко знижувало їх бойові можливості. Врешті-решт, зупинились на компромісному варіанті: вирішили побудувати 2 кораблі водотоннажністю по 27000 тонн і ще один (майбутній «Восп») — меншого розміру. кораблі CV-5 та CV-6 заклали в 1934 році. Через чотири роки, після припинення дії вашингтонських обмежень, Конгрес США ухвалив рішення побудувати третій однотипний авіаносець — CV-8 «Горнет».

## Конструкція

### Корпус
Проєкт «Йорктауна» гармонійно поєднував у собі оборонні та наступальні можливості. Корабель мав політну палубу надбудованого типу розміром 238×24,4 м. Одноярусний ангар розміром 66,4 х 19,2×5,25 м був інтегральною частиною корпусу та був розрахований на прийом великої авіагрупи до 96 літаків. Підйом літаків здійснювався за допомогою трьох ліфтів розміром 14,6×13,7 м та вантажопідйомністю 7,7 тонн кожен. Два з них розташовувались в діаметральній площині літака, а середній був зміщений до правого борту. Окрім двох катапульт Н-l, встановлених на політній палубі, була ще третя, розташована на одну палубу нижче, яка могла запускати літаки прямо з ангара через спеціальні вікна в бортах. Проте ця оригінальна іде себе не виправдала, і третю катапульту в 1942 році зняли. Запас бензину становив 707360 літрів.

### Силова установка
Суттєвою відмінністю нових авіаносців від попередніх було об'єднання димової труби в одне ціле з острівною надбудовою. Нові авіаносці від початку проєктувались із традиційними для великих кораблів турбозубчатими агрегатами (в турбоелектричних установках американці вже розчарувались). Компонування енергетичної установки мало серйозний недолік, зумовлений розташуванням основних систем: всі три котельні відділення розміщувались у суміжних відсіках за двома машинними відділеннями. Таке розташування могло призвести до виходу їх з ладу та знерухомлення корабля при відносно невеликих пошкодженнях, як це й трапилось з «Горнетом» в битві біля островів Санта-Крус. Пізніше американські конструктори завжди проектували дублюючі машинні та котельні відділення.
Дальність плавання «Йорктаунів» становила 12000 миль на 15 вузлах.

### Захист
Кораблі мали броньований захист, аналогічний до захисту крейсерів, побудованих в рамках Вашингтонського договору, а також мали систему протиторпедного захисту з трьох поздовжніх переборок. Правда, цей захист розраховувався на вибух торпеди з зарядом у 182 кг тротилу, в той час, як протиторпедний захист лінкорів міг витримати вибух 320-кг заряду.

### Озброєння
Артилерійське озброєння авіаносців неодноразово змінювалось. При спуску на воду вони несли 8 127-мм одноствольних установок, розташованих по кутах палуби. Управління вогнем здійснювали 2 директори Мк. ЗЗ, встановлені на острові. Універсальну артилерію доповнювали 4 зчетверені 28-мм зенітні автомати — по два попереду та позаду надбудови; також були 24 великокаліберні кулемети в галереї на рівні головної палуби. «Горнет» отримав більш сучасні директори Мк.37.
В 1942 році на кораблі почали ставити 20-мм «Ерлікони», а 28-мм автомати замінювати на 40-мм «Бофорси». В 1945 році «Ентерпрайз» ніс, крім 127-мм гармат, 5 спарених та 11 зчетверених «Бофорсів» (54 стволи) та 32 автомати «Ерлікон».
Кораблі типу «Йорктаун» одними з перших в американському флоті отримали радари. В 1940 році на «Йорктауні» та «Ентерпрайзі» встановили станції СХАМ та СХАМ-1 відповідно, на «Горнеті» — SC. Остання мала меншу дальність дії, і в середині 1942 року її також замінили на СХАМ, зняту з пошкодженого крейсера. З 1943 року «Ентерпрайз» мав три РЛС — SC-2, SK та SM, не рахуючи радарів управління вогнем.
Численні переозброєння сильно збільшили «верхню» масу кораблів та знизили остійність. Тому в 1943 році «Ентерпрайз» (єдиний корабель серії, що залишився в строю) довелось капітально модернізувати: його корпус обладнали булями, через що ширина збільшилась до 29,1 м, а швидкість трохи зменшилась.